# Maderesmus hoogstraali
Maderesmus hoogstraali är en mångfotingart som först beskrevs av Chamberlin 1942.  Maderesmus hoogstraali ingår i släktet Maderesmus och familjen Cryptodesmidae. Inga underarter finns listade i Catalogue of Life.